# Calpurnio Craso
Calpurnio Craso  fue un militar romano del siglo III a. C. perteneciente a la gens Calpurnia que protagonizó un episodio novelesco durante la primera guerra púnica.

## Sitio de Garaetium
Craso fue miembro del consilium del consular Marco Atilio Régulo en el año 256 a. C. en calidad de legado. Durante el asedio de la localidad masilia de Garaetium que le había encomendado el cónsul, Craso fue tomado prisionero y destinado al sacrificio para honrar al dios de los masilios. Sin embargo, la hija del rey, Bisaltia, se enamoró de él, traicionó a su padre y entregó la ciudad al romano. Cuando terminaron las operaciones y Craso se retiró con sus tropas dejando atrás a Bisaltia, esta se suicidó. El episodio se suele considerar una invención.